# حارة العبيدة (الكود)

تعديل مصدري - تعديل

 العبيدة هي إحدى حارات حي صالح جميع بمدينة الكود التابعة لمحافظة أبين، بلغ تعداد سكانها 837 نسمة حسب تعداد اليمن لعام 2004.